# Kumenberg
Der Kumenberg ist kein eigenständiger Berg, sondern ein (nordwestlicher) Felssporn des Wienerwald-Gebirges, der unmittelbar an den Osten der niederösterreichischen Marktgemeinde St. Andrä-Wördern angrenzt und damit wohl der nordwestlichste „Ausläufer“ des Wienerwald-Gebirges ist.
Der Kumenberg ist vom restlichen Gebirgszug durch einen Halsgraben getrennt, der in Nord-Süd-Richtung verläuft und ca. 40 Meter breit und 3–4 Meter tief ist.
Auf dem Kumenberg befindet sich eine Anlage von unregelmäßiger viereckiger Form, die ca. 80 × 50 Meter misst und wohl ein künstlich eingeebnetes Plateau darstellt. Hier finden sich Spuren einer Befestigung bzw. einer befestigten Höhensiedlung aus der Frühbronzezeit oder Mittleren Bronzezeit (vermutlich der Věteřov-Kultur (Böheimkirchner-Gruppe) zuzuordnen) und auch Funde aus der Urnenfelderkultur.
Mutmaßlich 803 hat Karl der Große bei einer Schlacht am Kumenberg die Awaren „vernichtend geschlagen“.
In unmittelbarer Nähe zum Kumenberg finden sich auch die Burgställe St. Andrä II und St. Andrä III.